# 이금주 (배우)
이금주(李錦珠, 1960년 9월 4일 ~ )은 대한민국의 배우이다.

## 생애
1982년 연극배우 첫 데뷔하였다
시립대  도시과학대학원  공연행정학석사

## 출연작

### 영화
- 1996년 《축제》
- 2002년 《취화선》

### TV 드라마
- 2007년 SBS 주말특별기획 《칼잡이 오수정》 - 김 의원의 부인 역
- 2008년 KBS2 월화드라마 《최강칠우》
- 2008년 SBS 수목드라마 《온에어》 - 은석의 어머니 역
- 2009년 KBS2 주말연속극 《솔약국집 아들들》 - 배옥희의 친구 역
- 2010년 KBS1 전원드라마 《산 너머 남촌에는》
- 2010년 SBS 《산부인과》 - 민수영의 어머니 역
- 2010년 SBS 《나쁜 남자》 - 보육원 원장 역
- 2010년~2011년 SBS 《괜찮아, 아빠딸》 - 학장 역
- 2012년 KBS2 《적도의 남자》 - 마희정을 초대한 여자 역
- 2012년 SBS 드라마 스페셜 《유령》 - 신효정의 이모 역
- 2012년 KBS1 일일연속극 《별도 달도 따줄게》
- 2012년 tvN 수목드라마 《로맨스가 필요해 2012》 - 신지훈의 어머니 역
- 2013년 MBC 주말특별기획 《백년의 유산》 - 최 회장의 부인 역
- 2013년 tvN 월화드라마 《후아유》 - 김정임의 어머니 역
- 2013년 SBS 드라마 스페셜 《주군의 태양》 - 승원의 어머니 역
- 2013년 KBS1 금요드라마 《부부클리닉 시즌 2》
- 2013년~2014년 SBS 드라마 스페셜 《별에서 온 그대》 - 서이화의 어머니 역
- 2014년 SBS 주말특별기획 《엔젤 아이즈》 - 보육원 수녀 역
- 2014년 SBS 드라마 스페셜 《너희들은 포위됐다》 - 보육원 원장 역
- 2014년 SBS 아침연속극 《청담동 스캔들》
- 2015년 KBS 드라마 《다 잘될 거야》
- 2016년 JTBC 드라마 《마담 앙트완》
- 2016년 SBS 주말드라마 《그래, 그런거야》
- 2016년 SBS 일일연속극 《마녀의 성》
- 2018년 MBN 《철수씨와 02》 - 부동산고객 역
- 2018년 KBS1 TV소설 《꽃 피어라 달순아!》